# Når livet går sin vej
Når livet går sin vej (übersetzt: Wenn das Leben zu Ende geht) ist ein dänischer Zeichentrick-Kurzfilm von Stefan Fjeldmark und Karsten Kiilerich aus dem Jahr 1997. Der Film nutzt reale Interviewaufnahmen von Schülern der Kopenhagener Skolen i Charlottegården als Grundlage für die Animation, die Kinderzeichnungen ähnlich ist.
Die Filmmusik ist trotz des Themas optimistisch gehalten.

## Handlung
Kinder erzählen von ihren Gedanken über den Tod. Der kleine Bruder eines Mädchens ist gestorben und sie erzählt, wie kalt er sich angefühlt habe und wie sehr sie geweint hat, als er beerdigt wurde. Sie wünscht sich, dass ihr Bruder zum Beispiel als Hund zu ihr zurückkäme und betet oft, nur eine Minute mit ihm sprechen zu können.
Andere Kinder berichten von ihren Gedanken über die Wiedergeburt (man steigt aus dem Grab einfach in einen Fahrstuhl, der einen wieder zur Erdoberfläche zurückbringt), über Gott (er sieht wie ein alter König aus) und den Teufel und das Leben im Himmel (man kann auf Wolken laufen und Fußball spielen). Ein Mädchen stellt am Ende fest, dass sie sich keine großen Gedanken über den Tod mache, da sie ihr ganzes Leben noch vor sich habe.

## Auszeichnungen
Når livet går sin vej erhielt 1997 auf dem Corto Imola Festival den dritten Platz in der Kategorie „Bester Internationaler Film“. Auf der World Animation Celebration erhielt der Film den UNICEF-Awards und gewann in der Kategorie „Best Animation Produced for Educational Purposes“.
Der Film war 1999 für einen Oscar in der Kategorie „Bester animierter Kurzfilm“ nominiert, konnte sich jedoch nicht gegen Bunny durchsetzen.